# Kreis Groß-Gerau
Kreis Groß-Gerau er en Landkreis i regierungsbezirk Darmstadt i den syd-vestlige del af tyske delstat Hessen.  
Den grænser til følgende landkreise: Wiesbaden (kreisfri), Main-Taunus-Kreis, Frankfurt am Main (kreisfri) i nord, Offenbach og Darmstadt-Dieburg i øst, Bergstraße i syd. Rhinen er en naturlig grænse til vest hvor delstaten Rheinland-Pfalz ligger på den vestlige side af floden. 
Groß-Gerau er kredsens administrationsby.

## Byer og kommuner
Kreisen havde 274526  indbyggere pr.  2018-12-31

| Byer | Kommuner |  |
| --- | --- |  |
| 1. Gernsheim (10423) 2. Ginsheim-Gustavsburg (16807) 3. Groß-Gerau (25302) 4. Kelsterbach (16936) 5. Mörfelden-Walldorf (34828) 6. Raunheim (16284) 7. Riedstadt (23785) 8. Rüsselsheim am Main, Stadt mit Sonderstatus (65440) | 1. Biebesheim am Rhein (6824) 2. Bischofsheim (13230) 3. Büttelborn (14761) 4. Nauheim (10570) 5. Stockstadt am Rhein (6042) 6. Trebur (13294) |  |